# 上州新屋駅
上州新屋駅（じょうしゅうにいやえき）は、群馬県甘楽郡甘楽町金井にある上信電鉄上信線の駅。

## 歴史

### 開業と改称
1915年（大正4年）7月、上野鉄道により、吉井駅 - 福島駅（現：上州福島駅）間に「新屋停留所」として開設された。地元の要望により設置され、土地と建物は地元の寄附を受けた。その後、鉄道省との連帯運輸の開始を受けて、「上州新屋停留所」に改称した。
開設当時は無人であり、乗車券の販売については民家に委託していた。1924年（大正13年）の電化後は、車掌が車内販売する形に変わった。

### 県道拡張に伴う駅舎新築移転
群馬県道203号金井高崎線の拡幅工事により、線路南側にあった駅舎（1950年建設、木造平屋建て、延べ床面積約40平方メートル）が北側に移転されることになり、2022年8月26日始発から新駅舎・ホームの供用を開始した。当初は同年3月に新築移転予定だったが、資材不足などで8月にずれ込んだ。

### 年表

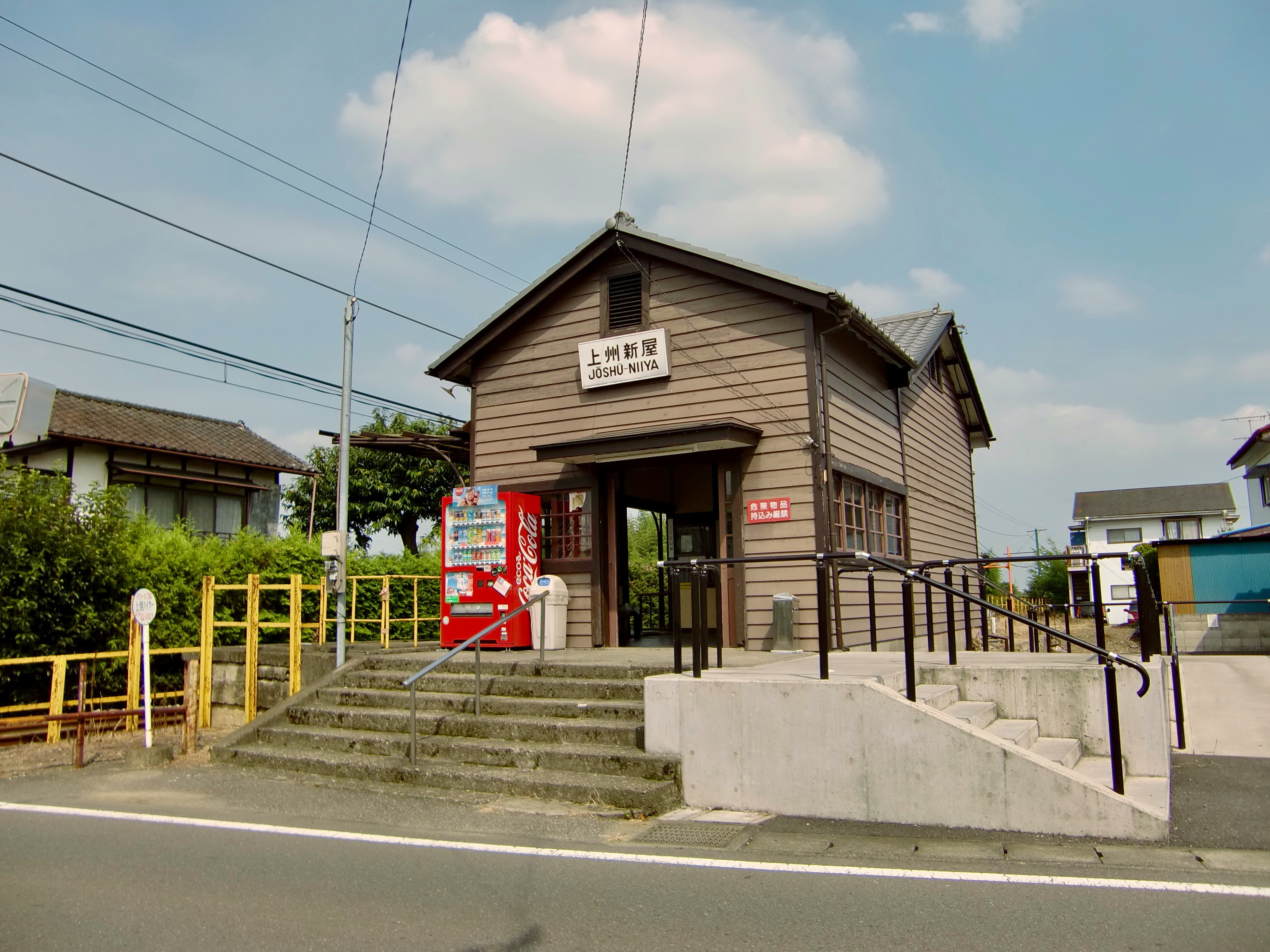
旧駅舎（2013年8月）

- 1915年（大正4年）7月25日：新屋停留所として開業[1][注釈 1]。
- 1921年（大正10年）
  - 8月25日：上野鉄道が上信電気鉄道に社名変更[6]。
  - 12月17日：上州新屋停留所に改称。
- 1926年（昭和元年）7月20日：連絡運輸開始[7]。
- 1964年（昭和39年）
  - 5月11日：上信電気鉄道が上信電鉄に社名変更[8]。
  - 5月25日：委託業務開始[9]。
- 1981年（昭和56年）9月：ホーム舗装[10]。
- 2004年（平成16年）10月16日：無人駅となる。
- 2022年（令和4年）8月26日：新駅舎供用開始[4]。

## 駅構造
単式ホーム1面1線の地上駅。木造駅舎を有する。かつては有人駅であったが、現在は無人駅である。以前は上信電鉄の委託駅であった。 
2022年に新築された駅舎は木造平屋建て延べ床面積約35平方メートルである。

## 利用状況
1日の平均乗降人員は以下の通りである。
| 年度   | 1日平均人数 |
| ------ | ----------- |
| 2011年 | 116         |
| 2012年 | 130         |
| 2013年 | 138         |
| 2014年 | 144         |
| 2015年 | 140         |
| 2016年 | 128         |
| 2017年 | 124         |
| 2018年 | 136         |

## 駅周辺
駅の東約200 mの所に新屋信号所があるが、通常は同信号所で列車交換を行う機会は少ない。
駅の高崎側に川が流れておりホームはその崖の上まで達しているが、この川の名前は三途川である。やや上流には三途橋という橋がある。たもとには仏教説話における三途川で、六文銭の徴収係を務めているとされる奪衣婆が祀られている。
- 新屋郵便局
- めんたいパーク群馬
- 群馬県道203号金井高崎線
- 国道254号

## 隣の駅
上信電鉄
■上信線
西吉井駅 - （新屋信号所） - 上州新屋駅 - 上州福島駅